# MH 26. Bottyán János Gépesített Lövészdandár
A Magyar Honvédség 26. Bottyán János Gépesített Lövészdandár a Magyar Néphadsereg fennállása során a MN 9. Gépesített Lövészhadosztálynak és MN 8. Gépesített Lövészhadosztálynak volt közvetlen alakulata.

## Története
Az alakulat 1950-ben alakult meg Zalaegerszegen. Az 1950-es évek közepén áthelyezték Kaposvárra. 1961-ben a Magyar Néphadsereg újjá alakítását követően a Lenti helyőrségben lévő Bottyán János Laktanyába diszlokálták, a kaposvári MN 9. Gépkocsizó Lövészhadosztály kötelékébe. 1963-ban a békéscsabai MN 8. Gépkocsizó Lövészhadosztályt Zalaegerszegre helyezték és a 26. Gépkocsizó Lövészezred, mint elsőlépcsős csapásmérő alakulat átadásra került. Az 1970-es évek elején történt technikai fejlesztéseket követően hivatalos megnevezése 1973-tól 26. Gépesített Lövészezred lett.
Az 1984-től (a Pajzs'84 gyakorlatra való felkészülés jegyében először az 1. Zászlóaljban) a PSZH-kat fokozatosan BMP–1-ek váltották.
1987 márciusától a „RUBIN" szervezési feladatokban rögzítetteknek megfelelően a MN 8. Gépesített Lövészhadosztály megszűnt, és a 2. Gépesített Hadtesthez került át. S ezáltal a MN 26. Gépesített Lövészdandárrá (MN 6783) alakult át.
Kibővítették a gépesített lövészzászlóaljak és harckocsizászlóaljak számát 4+2-re, a felszámolásra ítélt alakulatok állományából.
1990-ben a Magyar Néphadsereg Magyar Honvédséggé alakult át, és ekkor vette fel a MH 26. Bottyán János Gépesített Lövészdandár nevet. Az alakulat az 1990-es évek elején történt drasztikus haderőcsökkentésnek esett áldozatul, és 1997-ben jogutód nélkül meg is szűnt.

## Emlékezete
Lenti Város Önkormányzata a kegyeleti parkban a példaértékű jó kapcsolatok és együttműködés emlékére emlékművet állíttatott.